# Wolfgang Reichardt
Wolfgang Reichardt (* 16. August 1880 in Schmölln; † 13. Januar 1943 in Berlin) war ein deutscher Jurist. Er war von 1933 bis 1940 Präsident des Statistischen Reichsamtes in Berlin.

## Leben und Wirken
Er war der Sohn des Amtsrichter und späteren Senatspräsident beim Reichsgericht Friedrich Julius Reichardt. Nach einem Studium des Rechtswissenschaft, das er mit Promotion zum Dr. jur. abschloss, trat er 1904 in den Staatsdienst ein, stieg zunächst zum Oberregierungsrat bei der sächsischen Regierung in Dresden auf und arbeitete im Kriegsernährungsamt. Im September 1919 erfolgte seine Berufung in das Reichswirtschaftsministerium, wo er 1927 zum Ministerialdirektor ernannt wurde. 1933 wirkte er als Reichswahlleiter und wurde zum 1. August 1933 neuer Präsident des Statistischen Reichsamts. Als solcher war er bis 1940 im Amt. Er starb im Januar 1943 im Städtischen Robert-Koch-Krankenhaus in Berlin.